# Apalis goslingi
El apalis de Gosling (Apalis goslingi) es una especie de ave paseriforme de la familia Cisticolidae propia de África central. Su nombre común y científico conmemoran al explorador G. B. Gosling.

## Distribución y hábitat
Se encuentra en Angola, Camerún, República Centroafricana, República del Congo, República Democrática del Congo y Gabón. Su hábitat natural son los bosques húmedos tropicales de tierras bajas.